# Michael Praetorius senior
Michael Praetorius, latinisiert aus Michael Schultheiß, (*  um 1515 in Bunzlau; † nach 1583 in Treuenbrietzen) war ein deutscher lutherischer Theologe.

## Leben
Der als Sohn eines Tuchmachers und Kürschners in Bunzlau geborene Praetorius studierte in Wittenberg Theologie bis zum Erwerb des Bakkalaureustitels. Danach nahm er Anfang 1534 eine Stelle als Lehrer an der Lateinschule Torgau an. In Torgau war er auf musikalischem Gebiet ein Schüler von Johann Walter. 1537 ging Praetorius in Torgau eine Ehe ein; in dieser wurden zumindest drei Söhne geboren. Um bessere Arbeitsmöglichkeiten zu erhalten, setzte er 1538–39 in Wittenberg sein Theologiestudium fort, das er mit dem Erwerb des Magistertitels beendete. In der Folge erhielt er die Stelle eines Predigers an der Marienkirche Torgau. Im Zusammenhang mit den Konflikten um das Leipziger Interim verfasste Praetorius die Schrift Summa und wurde darum, wie sein Vorgesetzter Gabriel Zwilling, 1549 des Amtes enthoben. Praetorius übernahm eine Pfarrstelle in Creuzburg. Aufgrund der herrschenden religiösen Konflikte verlor Praetorius 1563 jedoch erneut das Pfarramt. Durch ein „Enturlaubungsschreiben“ des Creuzburger Rates 1569 rehabilitiert, konnte er dort wieder die Pfarrstelle übernehmen.
Er war seit 1567 mit Gertrud Leicher gen. Zwilling verheiratet, die Familie hatte mehrere Kinder.
1571 wurde sein Sohn Michael geboren, später ein berühmter Komponist, Organist und Hofkapellmeister.
1573 verlor Praetorius wiederum sein Amt in Creuzburg. Daraufhin ging er nach Torgau zurück, wo ihn jedoch 1583 als strengen Lutheraner die Kryptocalvinisten vertrieben. Er flüchtete daraufhin nach Treuenbrietzen im Kurfürstentum Brandenburg, wo er wenige Jahre später als Exul Christi („um Christi willen Vertriebener“) starb.